# Maximilian von Schneeburg

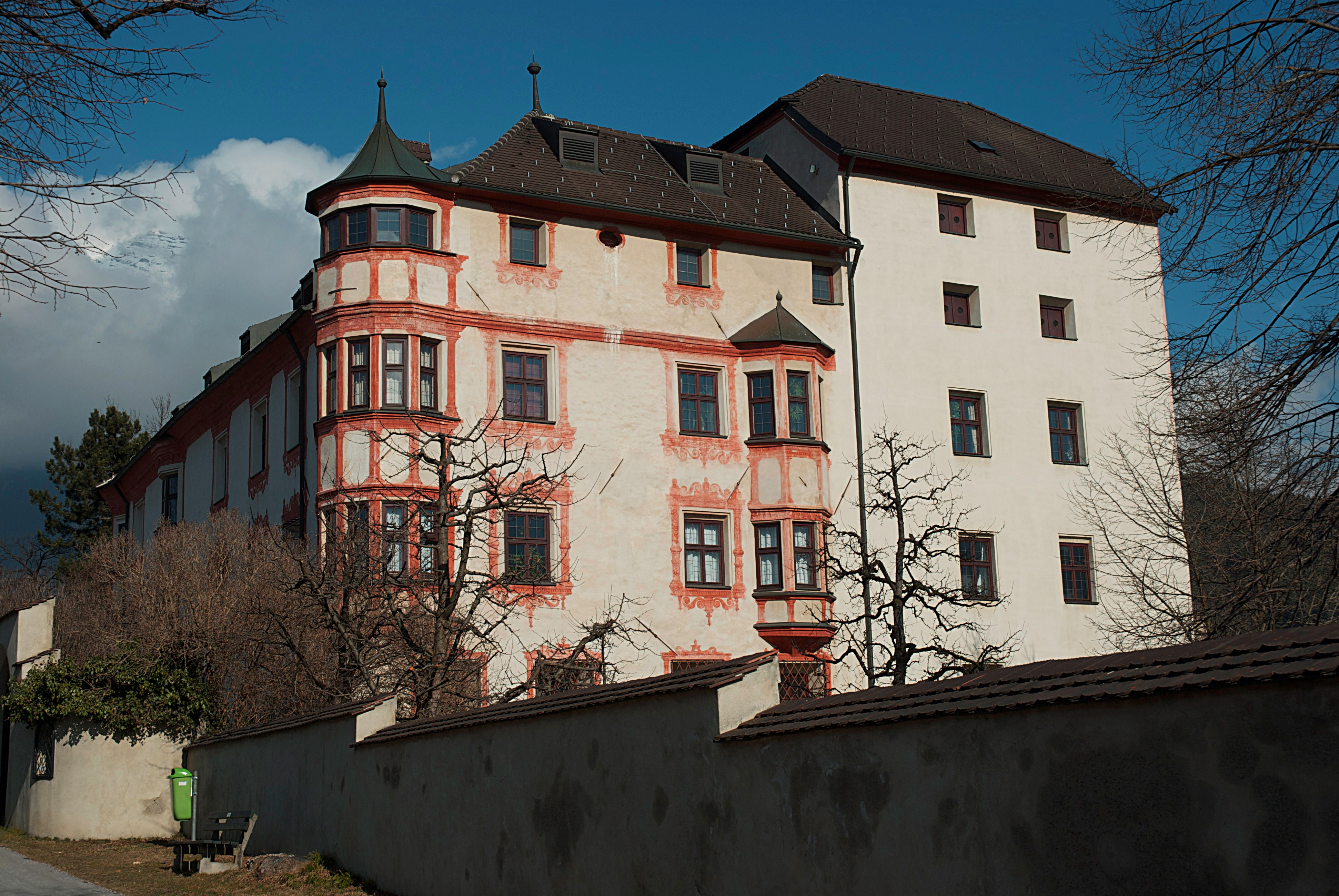
Castelo Schneeburg, em Mils, na Áustria.

Maximilian, barão von Schneeburg (em alemão: Maximilian, Freiherr von Schneeburg; Mils, Sacro Império Romano-Germânico, 1799 – Franzensbad, Império Austro-Húngaro, 16 de setembro de 1869) foi um nobre e engenheiro austríaco, fundador e primeiro diretor da então Colónia Itajahy, no vale do Itajaí, que compreende as cidades brasileiras de Brusque, Guabiruba, Botuverá, Vidal Ramos e Nova Trento. É considerado o fundador de Brusque, pois fundou o primeiro núcleo urbano do município e impulsionou o desenvolvimento da cidade.
Pertencia a uma antiga família nobre germânica, detentores do título nobiliárquico de freiherr, cuja posição na nobreza latina equivale à do barão. Nasceu no castelo da família, em Mils, no atual distrito de Innsbruck-Land, estado do Tirol, na Áustria.
Foi convidado por Pedro I, imperador do Brasil, para que ajudasse na organização da província de Santa Catarina do recém-proclamado Império brasileiro. Iria implementar a instalação e administrar o núcleo colonial da margem esquerda do vale do Itajaí, em Santa Catarina. O barão von Schneeburg, acompanhado de 55 imigrantes germanos oriundos do Grão-Ducado de Baden, funda à 4 de agosto de 1860 a colónia Itajahy, que compreende atualmente as cidades de Brusque, Guabiruba, Botuverá, Vidal Ramos e Nova Trento. Tendo organizado a sede da colônia no território onde localiza-se Brusque e, portanto, foi o fundador do primeiro núcleo urbano da cidade, assim como o responsável pelo desenvolvimento do município.
Do mês de outubro a dezembro de 1861 o barão esteve afastado da administração em razão de encontrar-se adoentado. Em meados de dezembro, von Schneeburg retorna e é recebido festivamente pela quase totalidade dos habitantes da colônia. Reassumiu a direção a 8 de fevereiro de 1862, que esteve entregue, de forma interina, a João André Cogoy Júnior. Em 26 de janeiro de 1866, por iniciativa de Sua Majestade Imperial o senhor Dom Pedro II, imperador do Brasil, Maximilian recebe o título de cavaleiro da Imperial Ordem da Rosa. 
Em abril de 1867 solicitou licença para tratamento de saúde e, concedida a licença, deixou a colônia do Itajaí e dirigiu-se à Corte brasileira. Em julho e outubro ocorreu a renovação da licença. Foi exonerado do cargo em dezembro do mesmo ano, mudando-se para sua terra natal, a Áustria, agora parte do Império Austro-Húngaro. Faleceu no dia 16 de setembro de 1869 em Franzensbad, à época cidade do Reino da Boémia, Império Austro-Húngaro, e, atualmente, cidade da República Tcheca.
Maximilian é primo do conde von Hoonholtz, que também mudou-se para o Brasil.

## Homenagens
Existem espaços públicos que levam o seu nome, mais especificamente no estado de Santa Catarina e em Brusque, inclusive um praça muito conhecida no centro da cidade. Sua trajetória é narrada no livro de Oswaldo Rodrigues Cabral "Brusque: Subsídios para a história de uma colônia nos tempos do império". Há também os livros "Brusque: Cidade Schneeburg" (Itajaí: S&T Editores, 2005), de Saulo Adami e Tina Rosa, e "Histórias e Lendas da Cidade Schneeburg" (Itajaí: S&T Editores, 2009), de Saulo Adami e Tina Rosa, premiado pela Academia Catarinense de Letras como o melhor livro do ano, com pesquisas da história de Brusque, Vidal Ramos, Presidente Nereu, Guabiruba e Botuverá.